# Витрина

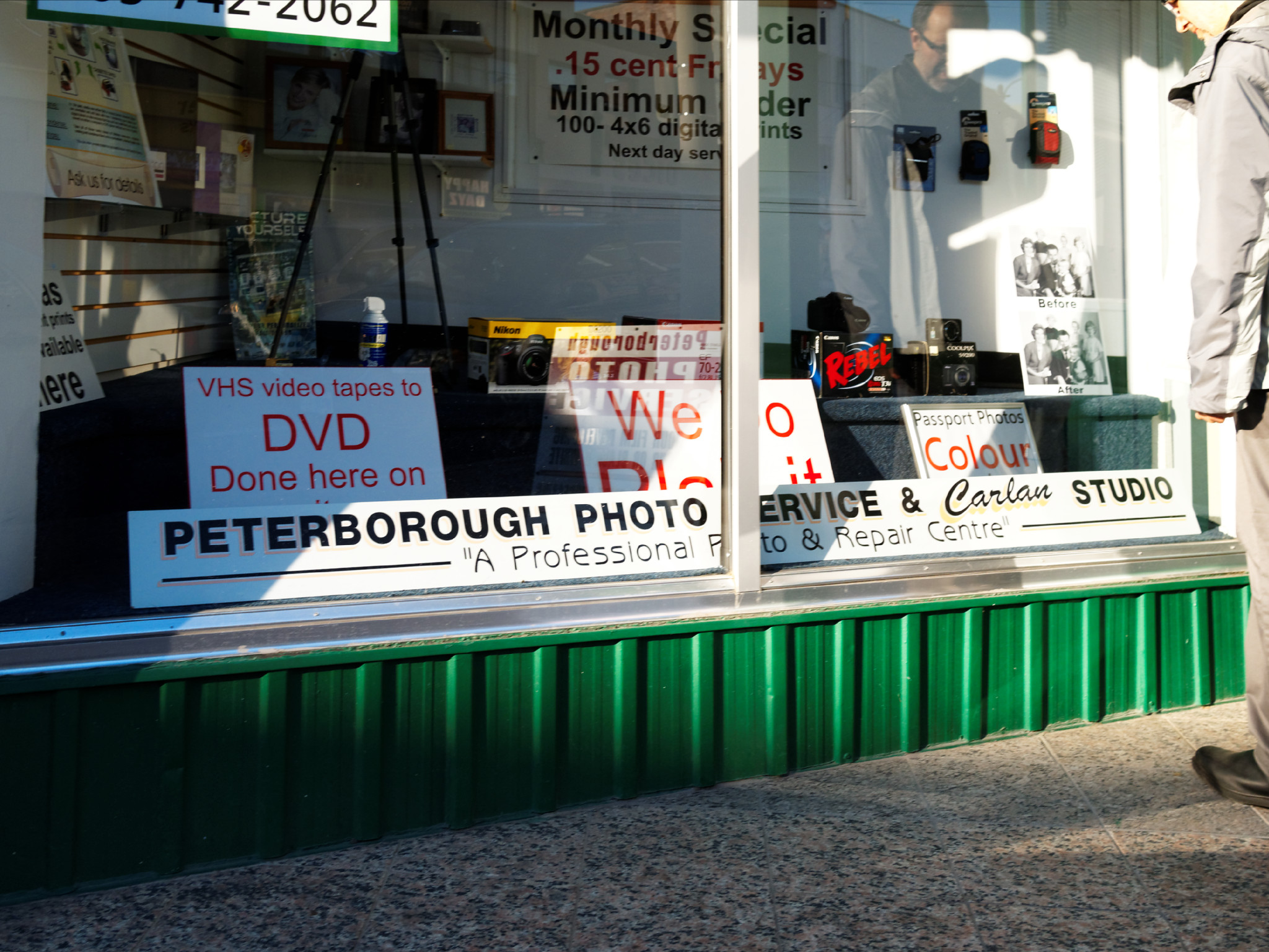
Витрина фотостудии. Питерборо, Онтарио

Витри́на в контексте понятия «торговля» рассматривается в нескольких смыслах. Витриной могут называть предназначенную для привлечения покупателей остеклённую часть экстерьера здания магазина, торгового комплекса или музея, которая дает возможность видеть со стороны улицы экспозицию товара внутри помещения. Второе значение витрины относится к сфере торгового оборудования. В данном смысле витрина представляет собой полностью или частично остекленный шкаф со средней высотой 2,1 м, предназначенный для демонстрации продукции потенциальному покупателю. 

## Мебель
Конструктивно витрина разделяется на цокольный элемент, накопитель, основную экспозиционную часть и верхний завершающий элемент, называемый фризом. Эти обычно элементы объединяются общим корпусом или каркасом. Чаще всего можно увидеть витрины, корпус которых сделан из ЛДСП или МДФ. Накопитель зачастую закрывается. Для накопителей характерны распашные или раздвижные двери. Они могут быть изготовлены из того же материала, что и корпус витрины. Раздвижные двери делаются для упрощения доступа к товару внутри, если пространство между передней частью витрины и стоящим напротив оборудованием оказывается менее 0,9 м. Такие случаи часто возникают при проектировании торгового оборудования для небольших торговых помещений. Накопители планируются таким образом, чтобы высота от пола была не более 60—70 см. Бывает, что накопитель отсутствует, и его место занимает экспозиционная часть. 
Основная часть витрины содержит полки для выкладки товара. Полки могут быть изготовлены из прозрачного или матового стекла, различных листовых материалов или материала корпуса витрины. Глубина полок в классическом случае чуть меньше глубины самой витрины. Задняя стенка витрины может быть выполнена из ДВПО или любого листового материала, применяемого для производства мебели. Применяются также перфорированные металлические листы, или эконом-панели, чтобы обеспечить регулировку положения кронштейнов для полок и крючков для товаров. Часто дизайнеры мебели и архитекторы используют прием зрительного увеличения пространства, делая заднюю часть торговой мебели зеркальной. Экспозиционная часть витрин закрывается деталями из прозрачных материалов. Это могут быть распашные или раздвижные двери из стекла, неподвижные элементы из стекла или акрила. В случае, если витрина имеет криволинейную форму, остекление выполняется из гнутого стекла или акрила. Фриз витрины имеет высоту от 16 мм до 100—200 мм.
Глубина витрины обычно составляет 30—40 см. Каркас шкафа изготавливается из листовых материалов на древесной основе, либо из металлического профиля. Заполнение шкафа в большинстве случаев составляют полки. Нижняя часть витрины высотой около 50—60 см обычно отводится под хранение дополнительных товарных единиц.

## Галерея

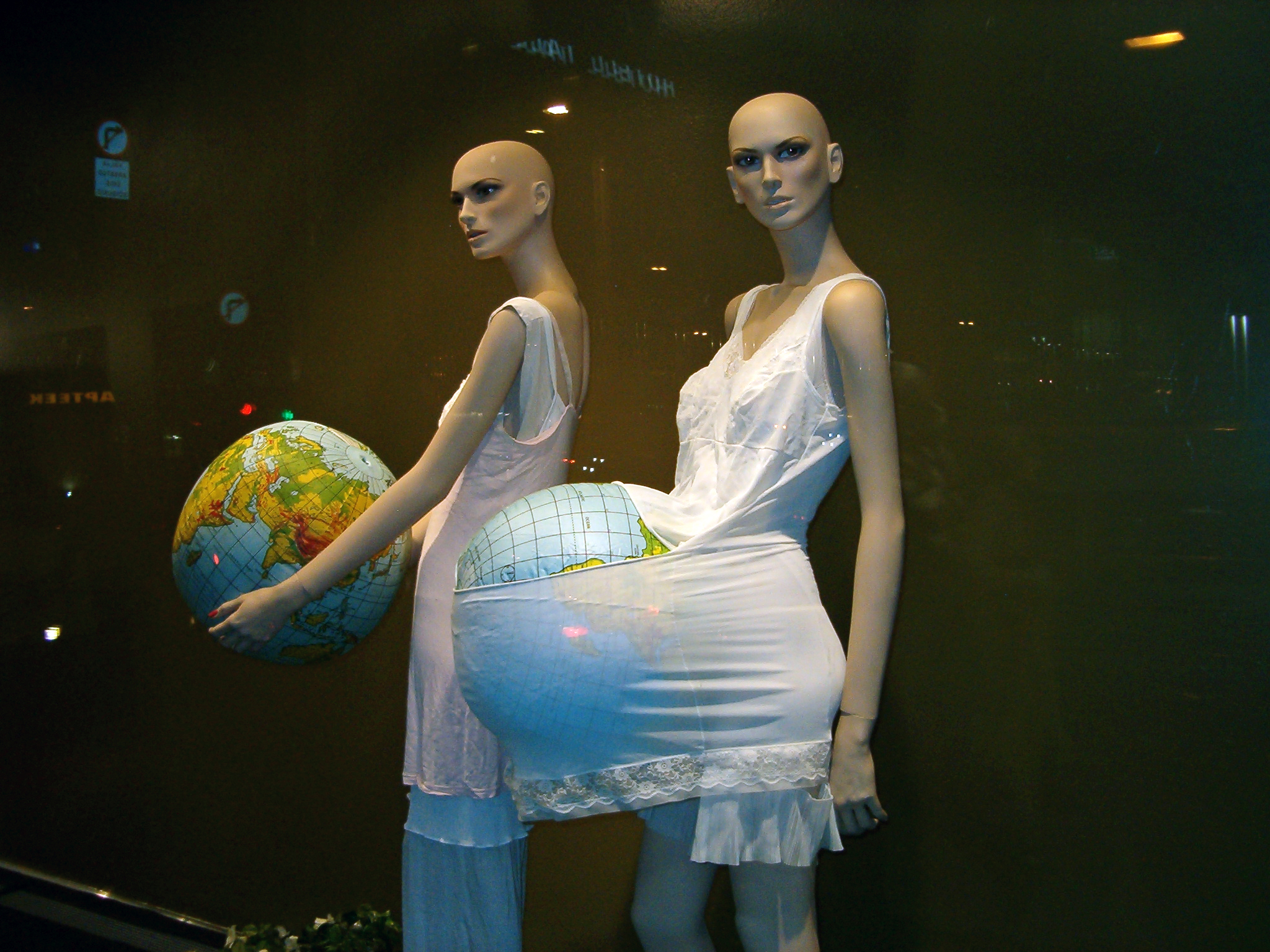
Витрина Таллинского универмага. Эстония, 2004 год
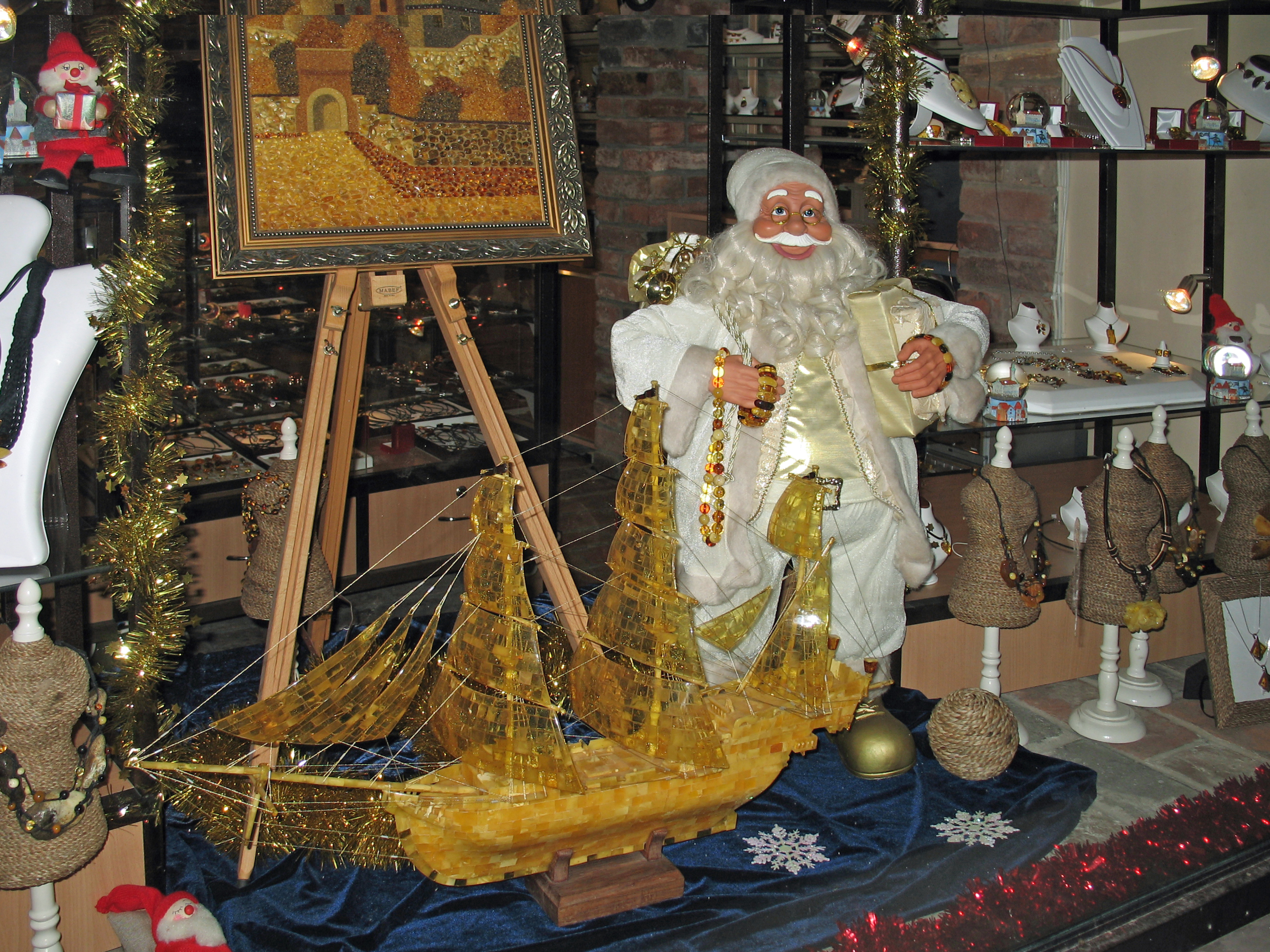
Витрина сувенирного магазина перед Рождеством. Таллин, 2008 год
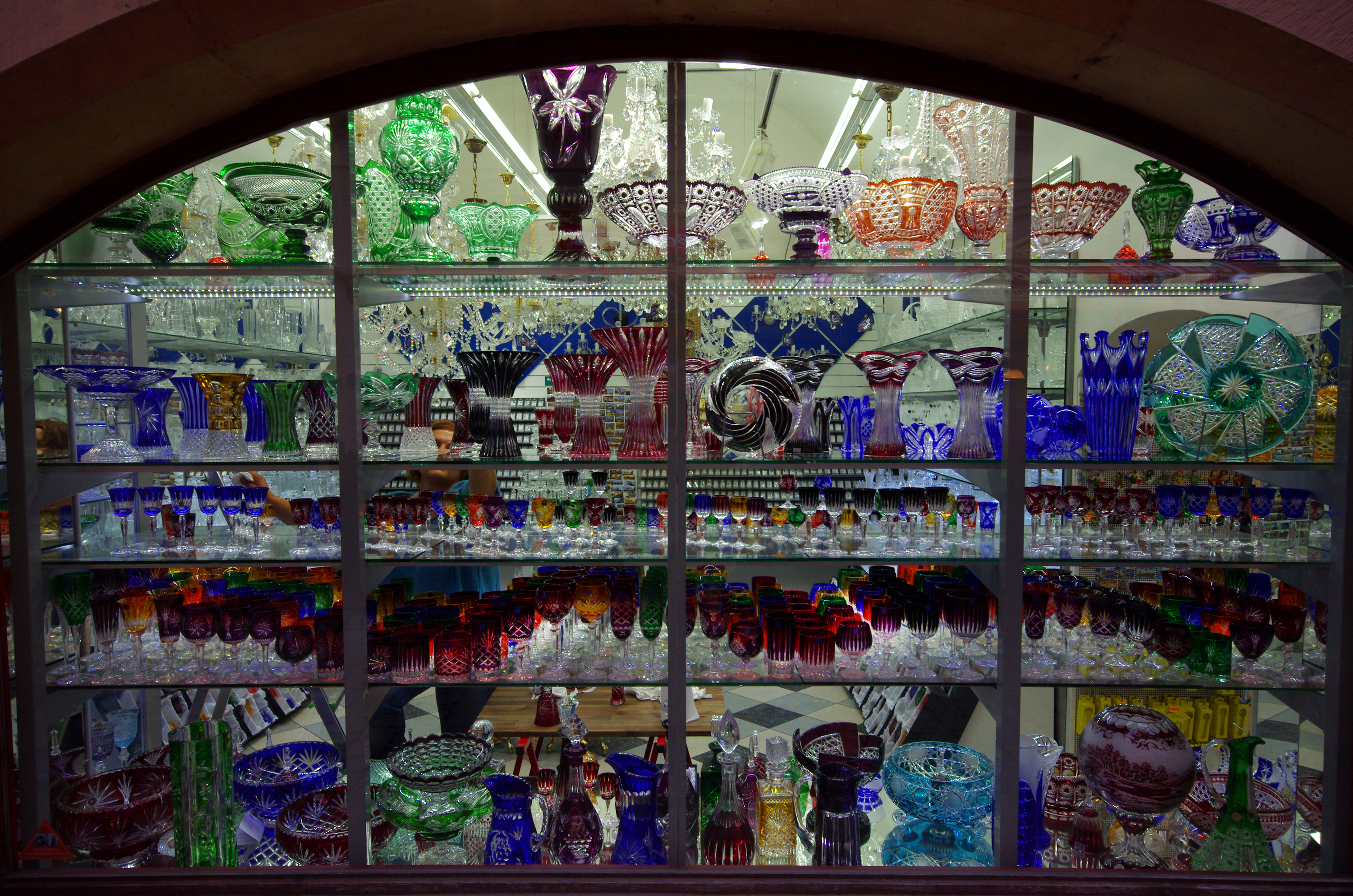
Витрина фирменного магазина Богемского хрусталя. Прага, 2014 год
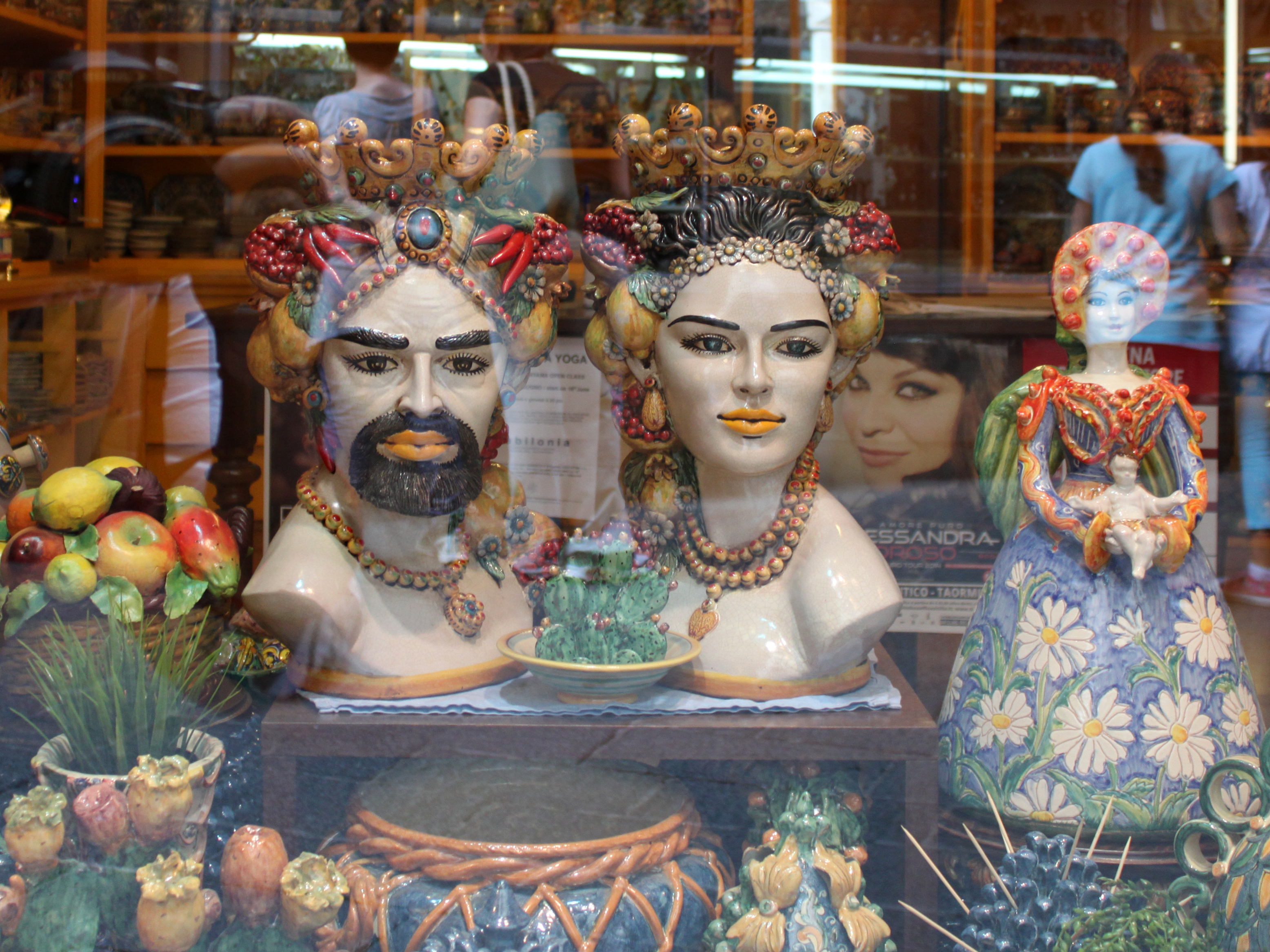
Витрина сувенирного магазина в Таормине. Италия, 2014 год
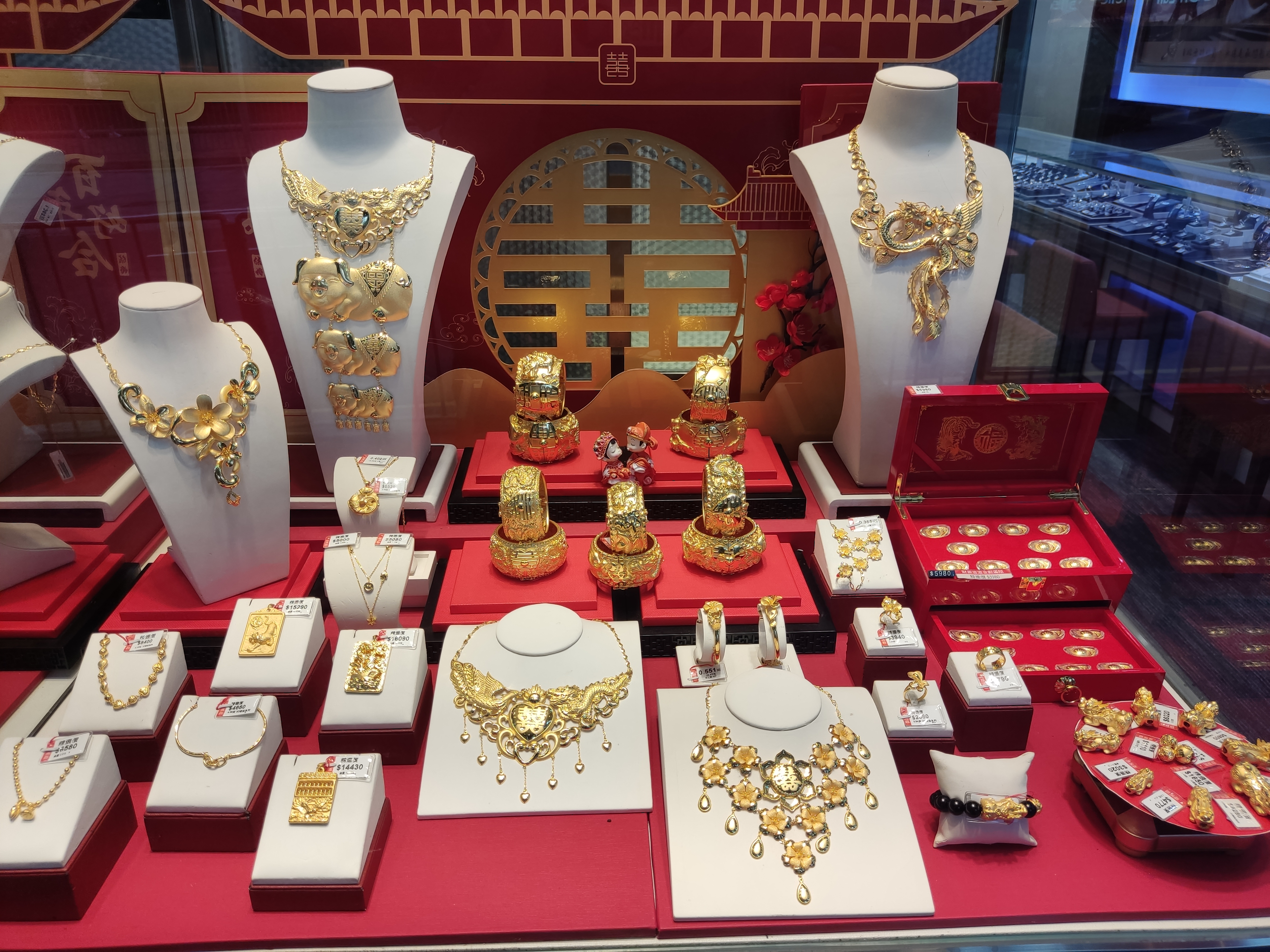
Витрина ювелирного магазина в Куньтхоне. Гонконг, 2022 год